# Andersraum

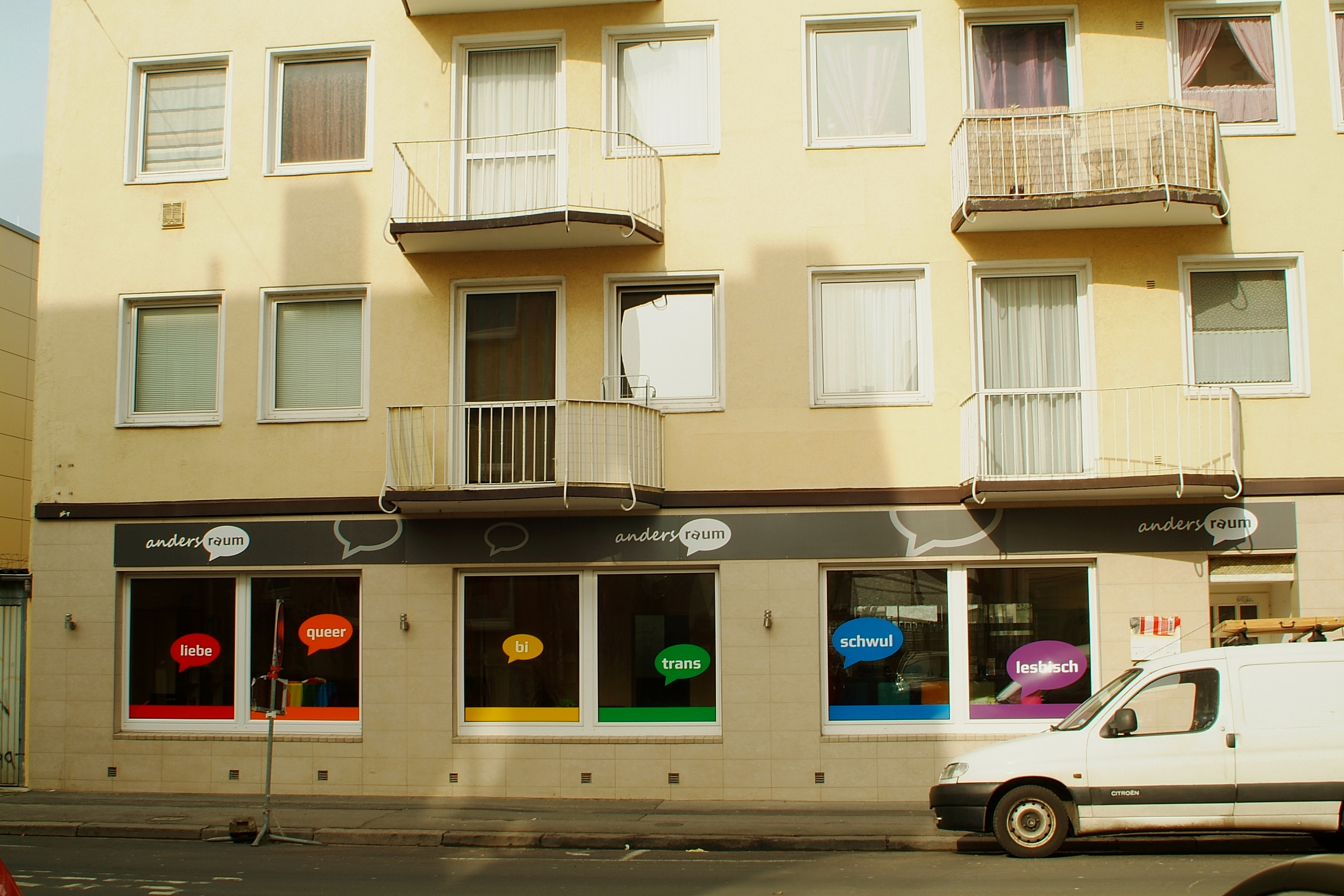
Schaufenster mit den Aufklebern liebe, queer, bi, trans, schwul und lesbisch

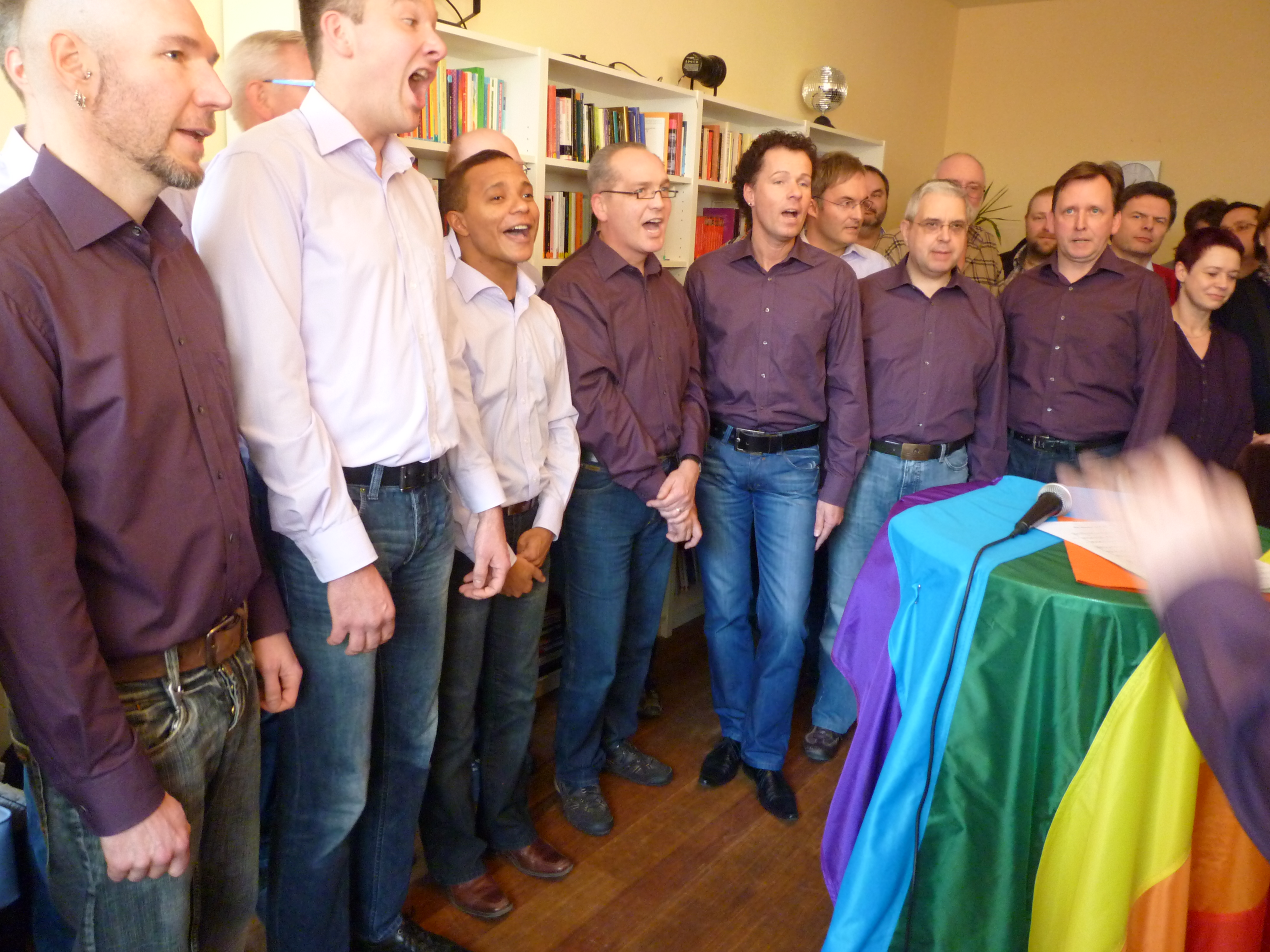
Der Schwulenchor Vox Homana bei den Eröffnungsfeierlichkeiten

Der Andersraum (auch Andersr(a)um) ist eine Begegnungsstätte für Lesben, Schwule, Bisexuelle, transidente Menschen und andere. Die Räumlichkeiten in der Asternstraße 2 / Ecke Engelbosteler Damm in Hannovers Stadtteil Nordstadt werden getragen vom Verein Vielfaltzentrale e.V. und gefördert vom Land Niedersachsen, der Landeshauptstadt Hannover und der Region Hannover.

## Vereinsziele
Ziele des Trägervereins Vielfaltzentrale e. V. sind
- die Stärkung der „schwullesbischen, bisexuellen und trans*“ Selbsthilfe[1]
- Vernetzung bestehender Initiativen und Selbsthilfeaktivitäten[1]
- Abbau der Diskriminierung
- Hilfe beim Coming Out und Going Public[1]
- Erhöhung der Sichtbarkeit gleichgeschlechtlich Liebender und Transgender[1]
- Hilfe zur Selbsthilfe (Empowerment)[1]
- Stärkung der „Gesundheit von LSBTIQ*“[1]
- einfacher Zugang zu Informationen der Szene[1]

Hierzu soll der Andersraum als die zentrale Begegnungsstätte der Region Hannover für Gespräche, Beratung und vielfältigen Veranstaltungen offen sein auch für Menschen mit bloßem Interesse am Themenkreis „Queer Theorie“ und „Queer Politik“.

## Geschichte

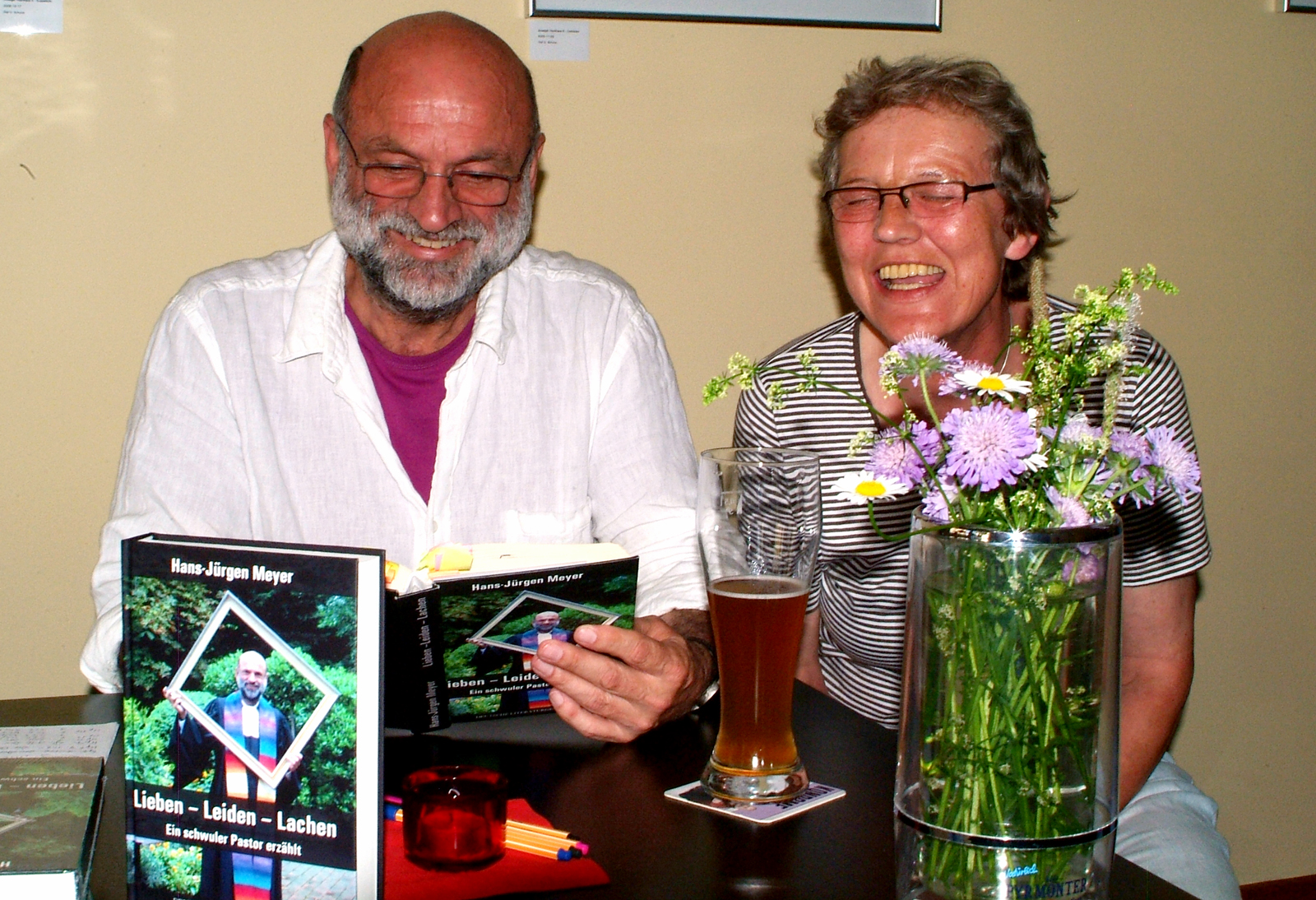
Pastor Hans-Jürgen Meyer und Anne Hagenberg im Andersraum bei einer Lesung von Lieben – Leiden – Lachen. Ein schwuler Pastor erzählt

Der Andersraum kann als ein Nachfolgeprojekt des Ende 2010 geschlossenen Infoladen Knackpunkt – allerdings mit völlig anderem Konzept und deutlich erweiterter Zielgruppe – betrachtet werden. Die Eröffnung des Andersr(a)um, das als Wortspiel mit dem Begriff Andersrum verstanden werden will, war am 3. März 2012. Zu den Eröffnungsfeierlichkeiten erschienen rund 250 Personen. Nach Einlagen des Schwulenchores Vox Homana wurden verschiedene Ansprachen gehalten, darunter die stellvertretende Regionspräsidentin Doris Klawunde, die gleichstellungspolitische Sprecherin der Region Hannover, Friederike Kämpfe, für den Gleichstellungsausschuss und den Migrationsausschuss die Ratsfrau Selin Arikoglu, der Personalmanager von Hannover und Leiter des Fachbereichs Steuerung, Personal und Zentrale Dienste, Harald Härke, der SPD-Ratsherr Martin Hanske, die Autorin Kirsten Plötz sowie der Vorstand der Bundeskonferenz Schwul-Lesbischer Netzwerke, Thomas Wilde.

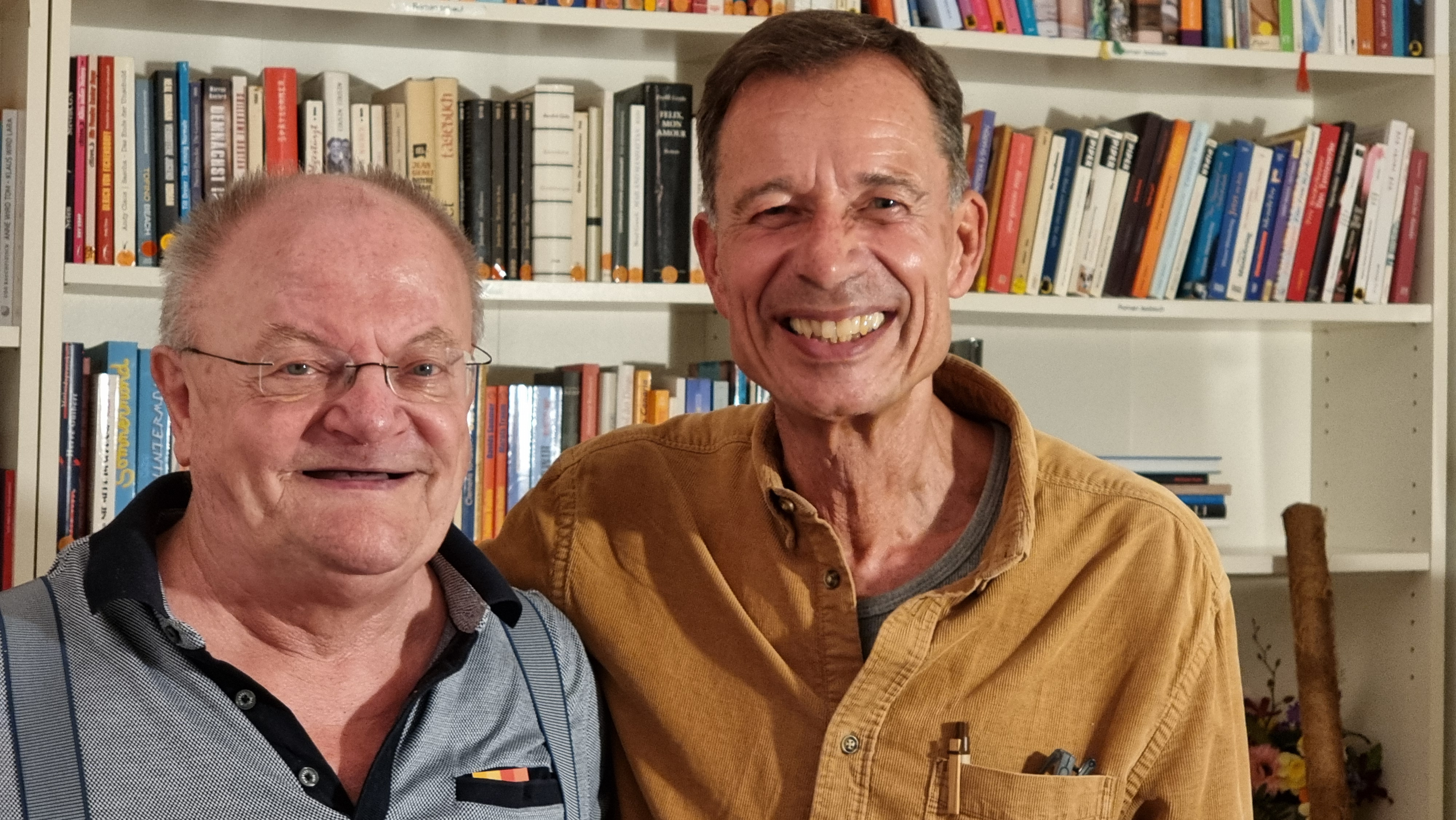
Rainer Hoffschildt mit Lutz van Dijk;
2024 nach einer Lesung im Andersraum

Vertreten waren auch zahlreiche Prominente wie etwa der Schwulenbeauftragte des Landes Niedersachsen, Hans Hengelein, der Historiker Rainer Hoffschildt oder die Geschäftsführerin der Stiftung Leben & Umwelt – Heinrich Böll Stiftung Niedersachsen, Renate Steinhoff und Andere.

## Schriften
- Kirsten Plötz: Für ein vielfältiges Leben in Hannover. Der Andersra(u)m feiert 1. Geburtstag, hrsg. von Vielfaltzentrale e.V., gefördert von der Landeshauptstadt Hannover und der Region Hannover, Hannover: Selbstverlag, 3. März 2013